# Chionaema conclusa
Chionaema conclusa là một loài bướm đêm thuộc phân họ Arctiinae, họ Erebidae.